# クロエ・グレース・モレッツ
クロエ・グレース・モレッツ（英語: Chloë Grace Moretz、[məˈrɛts];、1997年2月10日 - ）は、アメリカ合衆国の女優。クロエ・モレッツ（Chloë Moretz）とも表記されることがある。モレッツは4回のMTVムービー&TVアワード、2回のピープルズ・チョイス・アワード、2回のサターン賞、2回のヤング・アーティスト賞などの様々な栄誉に輝いている。
子役として演技を始めた初期から、超常現象ホラー映画『悪魔の棲む家』（2005年）、ドラマシリーズ『デスパレートな妻たち』（2006年-2007年）、超常現象ホラー映画『アイズ』（2008年）、ドラマ映画『早熟のアイオワ』（2008年）、ドラマシリーズ『ダーティ・セクシー・マネー』（2007年-2008年）、恋愛コメディ映画『(500)日のサマー』（2009年）、子供向けコメディ映画『グレッグのダメ日記』（2010年）に出演している。2010年のスーパーヒーロー映画『キック・アス』でのヒットガールと、ホラー映画『モールス』での子供のヴァンパイアの批評家に絶賛された演技で一気に人気が出た。
マーティン・スコセッシの歴史アドベンチャー映画『ヒューゴの不思議な発明』（2011年）、ティム・バートンのホラー・コメディ映画『ダーク・シャドウ』（2012年）、風刺的なシットコムの『30 ROCK/サーティー・ロック』（2011年-2013年）、『キック・アス/ジャスティス・フォーエバー』（2013年）でのヒットガールの再演、超常現象ホラー映画『キャリー』（2013年）でのキャリー・ホワイト役などに出演した。2014年、数多くの賞を受賞したドラマ映画『アクトレス〜女たちの舞台〜』（2014年）、十代のロマンチックドラマ『イフ・アイ・ステイ 愛が還る場所』（2014年）、自警団アクション映画『イコライザー』（2014年）に出演した。また、ミステリー・スリラー映画『ダーク・プレイス』（2015年）、サイエンス・フィクション映画『フィフス・ウェイブ』（2015年）およびコメディ映画『ネイバーズ2』（2015年）にも出演した。
2016年に出演作の選択を「見直し」、ユニバーサル・スタジオの『リトル・マーメイド 人魚姫と魔法の秘密』などのいくつかのプロジェクトから脱退したことを発表した。その後の出演作としてはドラマ映画『ミスエデュケーション』（2018年）、ニール・ジョーダンのドラマ・スリラー映画『グレタ GRETA』（2018年）、アクション・ホラー映画『シャドウ・イン・クラウド』（2020年）およびサイエンス・フィクション映画『マザー/アンドロイド』（2021年）などがある。『アダムス・ファミリー』（2019年）および『アダムス・ファミリー2 アメリカ横断旅行!』（2021年）でウェンズデー・アダムスの、『ニモーナ』（2023年）では主役の声を担当した。舞台では、ニューヨーク市のパブリック・シアターでのオリジナルのオフ・ブロードウェイ作品『ライブラリー』（2014年）に出演した。

## 生い立ち
ジョージア州アトランタで生まれ、カータースビルで育った。母親のテリ・デュークは診療看護師であり、父親のマッコイ・"マック"・モレッツ医師（1957年-2021年）は形成外科医で、2011年に3億5000万ドルで買収されたモレッツ・ホーザリー事業の後継者だった。ブランドン、トレバー、コリン、イーサンという4人の兄がおり、生まれてすぐに亡くなった姉、キャスリーンもいた。自分の家族を「とてもキリスト教的」、特に南部のバプテストだと述べている。兄のトレバーがプロフェッショナル・パフォーミング・アーツ・スクールに合格したことから、母親と3人でニューヨーク市に転居したが、これが演技に興味を持ったきっかけだった。トレバーがセリフを読むのを手伝っていたと思われる。

## キャリア

### 2004年–2016年：初期の役柄とブレークスルー

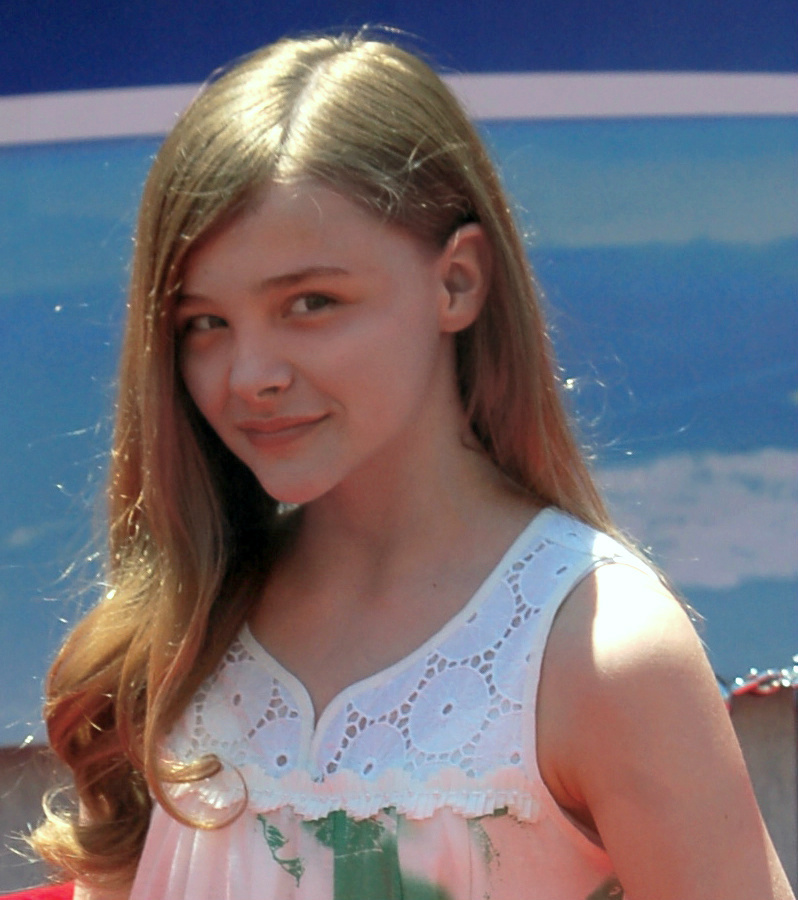
2009年のモレッツ

初出演はCBSのテレビドラマ『堕ちた弁護士 -ニック・フォーリン-』の2つのエピソードで演じたバイオレット役で、映画初出演は『Heart of the Beholder』のモリー役だった。
2005年のリメイク版『悪魔の棲む家』まで大きな役はなかったが、この映画で非常に注目を浴び、ヤング・アーティスト賞にノミネートされた
。
『悪魔の棲む家』以降、いくつかのTV番組にゲスト出演したり、映画『ビッグママ・ハウス2』に端役で出演した。TVドラマでは、『ダーティ・セクシー・マネー』のキキ・ジョージ役や、『デスパレートな妻たち』のシェリー・モルトビィ役で繰り返し出演している。米国版のアニメ作品『プーさんといっしょ』のダービー役で声優としてもデビューしている。また、映画『早熟のアイオワ』では虐待児童であるキャミー役で準主役をつとめた。
2010年、マーク・ミラー原作、ジョン・ロミータ・Jr作画によるコミック・ブック・シリーズ『キック・アス』をもとにした映画監督マシュー・ヴォーンのアクション映画『キック・アス』にヒットガール役で登場した。撮影に先立って3ヶ月間ジャッキー・チェンのスタントクルーとともにトレーニングを行い、ロケーション撮影ではほとんどのスタントを自分でこなした。若年だったことから、この映画での役柄については論争が起きたが、その演技は批評家の称賛を受けた。ロジャー・イーバートは映画を星1つと評価したが、モレッツについては「彼女のキャラクターについてはなんとも言えないが、クロエ・グレース・モレッツには存在感と魅力がある」と書いている。同年、スウェーデン映画『ぼくのエリ 200歳の少女』（2008年）の英米リメイク『モールス』（2010年）で12歳のヴァンパイア、アビーを演じた。
2011年の犯罪スリラー映画『キリング・フィールズ 失踪地帯』でアン・スライガー役を演じた。同年、『ユゴーの不思議な発明』の立体映画化である、マーティン・スコセッシの『ヒューゴの不思議な発明』でイザベルを演じたが、本作は第84回アカデミー賞で11部門にノミネートされた。アンドレア・ポルテスの小説の映画化である『HICK ルリ13歳の旅』では主役をつとめた。ソープオペラのリメイクである2012年のティム・バートンの映画『ダーク・シャドウ』に出演し、反抗的な十代の娘であるキャロリン・ストッダード役を演じた。
2013年に『キック・アス』の続編となる『キック・アス/ジャスティス・フォーエバー』でヒットガールを再び演じた。同年、映画『ムービー43』の短い部分に出演し、1976年の映画をキンバリー・ピアースがリメイクした『キャリー』で主人公を演じ、2014年のサターン賞で最優秀ヤングパフォーマンス賞を受賞した。

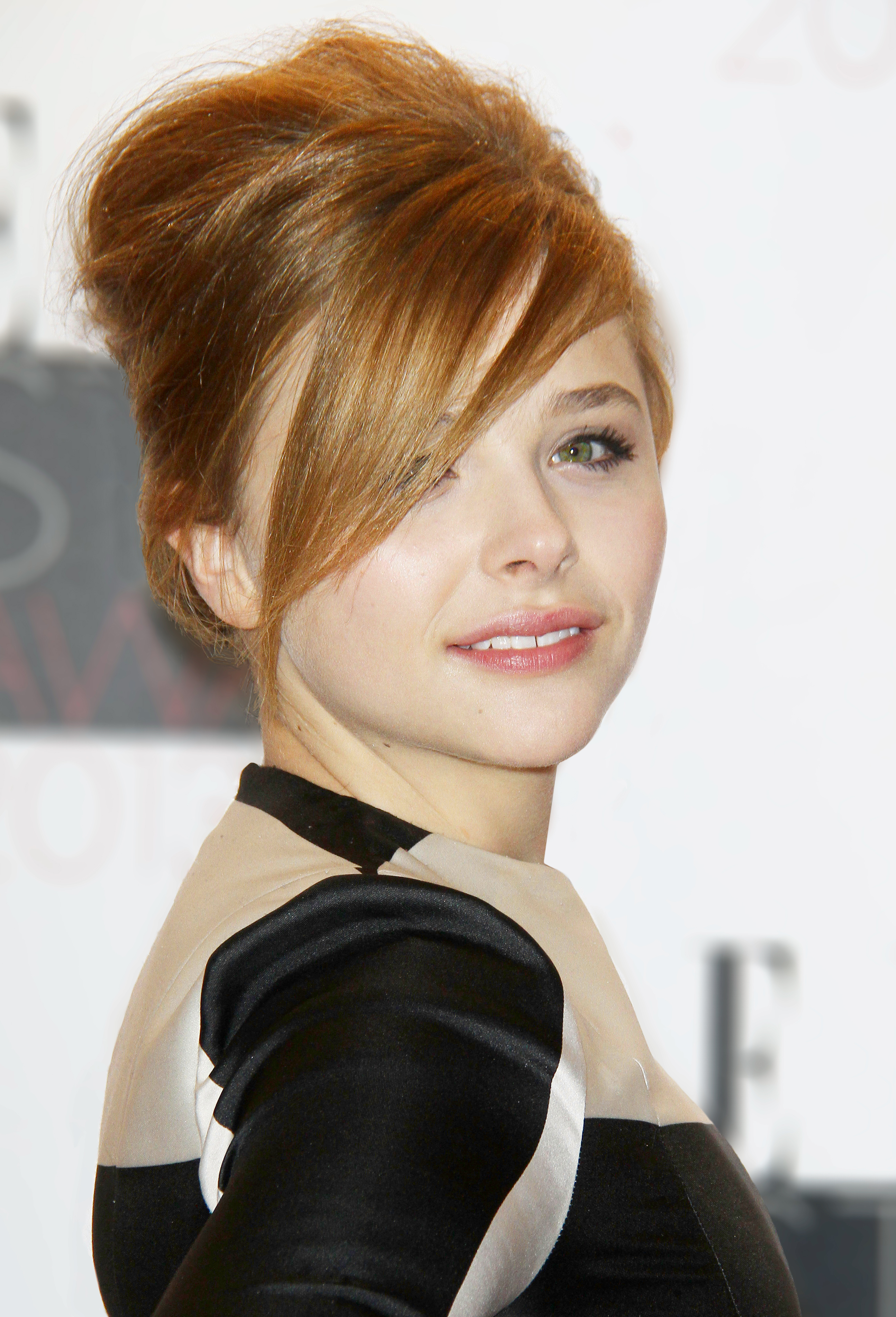
2013年のエル・スタイル賞でのモレッツ

モレッツはビデオゲームの声優としても活動している。『Kick-Ass: The Game』でヒットガールを再び演じ、『Dishonored』では若いレディ・エミリーを演じた。2012年10月に、なぜ暗く、問題を抱えたキャラクターを演じることに惹かれるのかと尋ねられた際には、自身は非常に幸福な家族生活を送っており、全く異なるキャラクターを演じることが挑戦だと返答している。
2014年3月25日から4月27日かけて、スティーヴン・ソダーバーグが演出した『ライブラリー』でオフ・ブロードウェイでのデビューを果たした。
ゲイル・フォアマンの『ミアの選択』の映画化では主人公のミアを演じた。物語は、家族が関わる破滅的な交通事故と、体外離脱の経験に対処する17歳のクラシック音楽家を描いている。この映画に対する批評家の反応は様々で、Rotten Tomatoesでは122のレビューに基づく35%の肯定的な評価と、5/10の平均評価を獲得し、批評家の一致意見としてはモレッツは「全力を尽くして」演じたとしている。続けて、リック・ヤンシーによる同名のベストセラー小説もとにした『フィフス・ウェイブ』で主人公のキャシー・サリバンを演じた。同作は2016年1月に公開された。ソニー・ピクチャーズのハンナ・ミンゲラは、モレッツは「キャシーをこれほど魅力的なキャラクターにしている心、強さ、決意を体現している」と述べている。

### 2016年–2019年：再評価
2016年4月、マイク・バービグリア、シーラ・ネヴィンスとともにトライベッカ映画祭のナラティブ短編映画コンテストの審査員3名のうちの1人に選ばれた。また同年、2014年の『ネイバーズ』の続編である『ネイバーズ2』でザック・エフロンおよびセス・ローゲンと再び共演し、スザンナ・キャラハンの回想録『脳に棲む魔物』を原作にしたドラマ映画『彼女が目覚めるその日まで』の主演をつとめた。
2015年11月、シェーン・カルースの監督第三作『モダン・オーシャン』に出演した。共演者にはエイサ・バターフィールド、アン・ハサウェイ、ダニエル・ラドクリフ、キアヌ・リーブスなどがいた。11月にはまた、リチャード・カーティス脚本によるユニバーサル・スタジオのハンス・クリスチャン・アンデルセン原作の『人魚姫』の実写版の主演として発表されたが、後に降板した。
2016年のハリウッド・リポーター誌のインタビューで、参加していたまだ制作されていないすべての映画プロジェクトから降板したことを明らかにした。この影響を受けるとされたのはこの時点で未公開だった出演作のうち、撮影が終わっていなかった『人魚姫』だけだと発表された。モレッツは「自分が何者であるかを再評価し、自分の役の中で自分自身をもう一度見つけたいと考えている。スピードダウンできることに気がついた」と述べている。年に数本の映画に出演する仕事の負荷が「演技を始めた理由を見失い、その代わり（に出演作の興行収入）を気にするようになった」と語った。モレッツは2本のテレビ番組を含むプロデュースに注力すると述べた。これが一部のメディアによって俳優活動を休止していると受け止められたことから、のちのインタビューで休業はしていないことを明らかにし、「自分がどのような役を選択するのか、より厳選し、こだわりを持つようになった。俳優として自分は自分が選択した役を通じて自分自身を見つける大きな機会があると考えている。自分の人生において、自分がだれで、何者であり、なにを望んでおり、そしてこの業界の意味が何かを理解するときだと考えている……座って、ゆっくりして、自分が19歳だということを認識して、『ねえ、私が誰なのかを本当に、本当に強く打ち出し、自分の仕事をただやっている19歳の俳優であることが何を意味するのかを理解するのに役立つ作品を作りましょう』と述べている。
2017年に犯罪映画『クリミナル・タウン』でアンセル・エルゴートと再び共演した。同年、ルイ・C・Kが監督したコメディ映画 I Love You, Daddy に出演し、同作はトロント国際映画祭で公開されたが批評家からは否定的なレビューを受けた。C・Kに対する性的違法行為の申立を受けて、映画の米国配給権と国際配給権を獲得していたメディア企業オーチャードは一般公開を中止した。スキャンダルの余波を受けてモレッツは性的違法行為で告発された男性について「本当に、このようなこととは消えるべきだと思う。今は彼らが発言する時期ではないと思う。もちろん、プロジェクトに時間を費やし、それが消えてしまうのは衝撃的なことです[……]と同時に、この[＃MeToo]運動はは非常に強力であり、非常に進歩的で、みんなとコミュニケーションが取れ、業界の大きな変化を見ることができて本当に嬉しく、これは非常に現実的です」と述べた。
2018年には、治療施設に送られる10代の少女を描いたドラマ映画『ミスエデュケーション』に出演し、サッシャ・レインおよびフォレスト・グッドラックと共演した。本作は批評家から肯定的なレビューを受け、モレッツの演技は絶賛された。サンダンス映画祭で世界初公開され、グランプリを受賞した。2018年8月3日にフィルムライズによって公開された。次の出演作は、1997年の同名映画のリメークで、ルカ・グァダニーノが監督した『サスペリア』。2018年9月にヴェネツィア映画祭で世界初公開された。批評家の評価はまちまちで、興行成績は振るわなかった。その後、2018年のトロント国際映画祭で世界初公開されたスリラー映画『グレタ GRETA』でイザベル・ユペールの相手役をつとめた。2019年3月1日にフォーカス・フィーチャーズ配給で公開された（日本では東北新社/STAR CHANNEL MOVIES配給）。

### 2019年–現在：アニメでの役の重視
2019年、CGアニメーション映画『アダムス・ファミリー』でウェンズデー・アダムスの声を担当したが、批評家からのレビューはまちまちだった
。2021年にはティム・ストーリーが監督した実写アニメーション映画『トムとジェリー』、ロザンヌ・リャン監督のホラー・スリラー『シャドウ・イン・クラウド』、『アダムス・ファミリー』の続編『アダムス・ファミリー2 アメリカ横断旅行!』に出演した。マットソン・トムリンの初監督作『マザー/アンドロイド』の出演契約を結び、ウィリアム・ギブスンの同名小説をもとにしたAmazon Prime Videoのドラマシリーズ『ペリフェラル ～接続された未来～』の主役をつとめた。
2021年、LGBTQの若者に焦点を合わせた6部からなるSnapchatのオリジナルシリーズ Coming Out の製作総指揮をつとめた。The Advocate とのインタビューで、「この番組が各個人にとってカミングアウトの意味を共有することで、命を救うのに役立つことを願っています。ひとつひとつの”カミングアウト”ストーリーは同じではなく、それぞれがユニークであるということです」述べている。
2023年6月30日にNetflixで公開されたアニメ映画『ニモーナ』で主役ニモーナの声を担当した。本作はほぼ全世界的な称賛を浴び、ニモーナとしての演技が絶賛された。

### ファッション
Flaunt、Vogue、Teen Vogue、Jalouse、Marie Claire、Interview、ELLE、Love、Crash Magazine, InStyle などの雑誌のエディトリアル、特集、表紙などの写真撮影に参加している。また、パリ・ファッション・ウィークのディオール2013春夏コレクションなどのさまざまなオートクチュールイベントにも招待されている。マックスマーラからは "2012 Women In Film Max Mara Face of the Future Award" を受賞している。2012年にはまた、アメリカの若者向け衣料品販売業者エアロポステールの顔として様々なイベント、ヴィデオ、レポートに登場している。2013年2月、雑誌『ELLE』はロンドンで開かれたElleスタイル賞祭典で "Next Future Icon Award" を贈った。

### ヒット・ガール

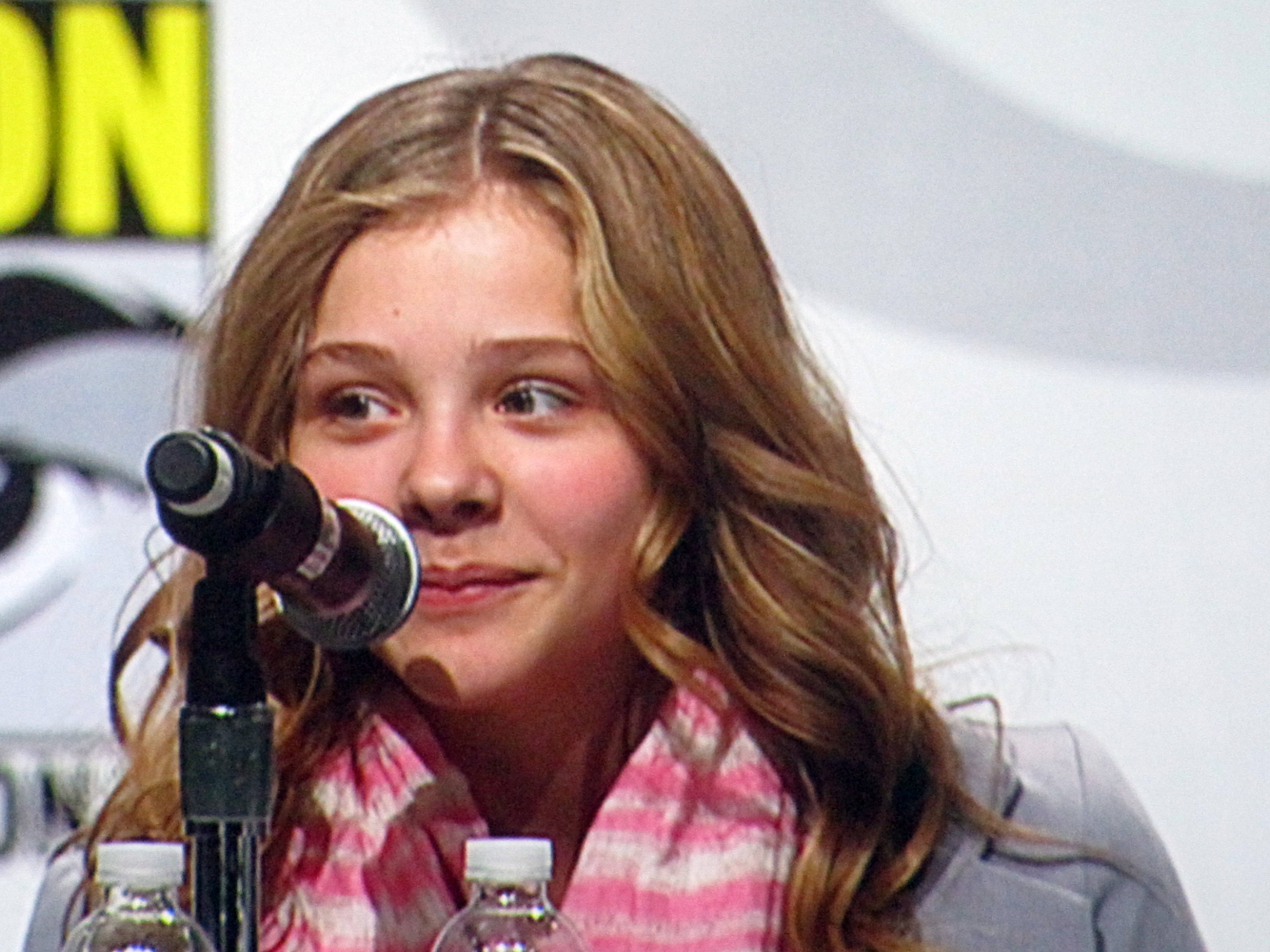
2010年4月コミコン・インターナショナルにて

2010年公開の『キック・アス』で“ヒット・ガール”を演じ知名度を上げた。
このキャラクターは11歳の少女でありながら、父親と共にスーパーヒーローとして登場し、薙刀、バタフライナイフ、銃器、マーシャルアーツなどを使用し、ギャングを叩きのめしていく。放送禁止用語を多用するこの役柄については、（役柄の上で）「あの文脈だと特に意味を持たない言葉で、『おい！』と同じような形で使っているわけでしょ」と語っている。しかし監督と脚本家に「なるべくコミックを忠実に再現したいから、とりあえずワンテイクだけ言ってくれ。そのテイクは使わないだろうから」と説得されたが、結局使われたとも語っている。マーシャルアーツ、ガンアクションなどの過激なアクションシーンの9割を自分自身で演じ、撮影前に7か月の訓練を行った。
道徳的非難もありながらこの演技で広く賞賛され、映画評論家ロジャー・イーバートは、4つ星中1つ星の映画としながらも「ヒットガールのキャラクターについて物議はあるだろうが、モレッツは存在感があり魅力的である」と評している。
キック・アスの撮影に入る前、参考に『キル・ビル』を観たこと、またヒット・ガールを演じるに際し、アンジェリーナ・ジョリーに一番影響を受けたと語っている。

## 私生活
ロサンゼルス市スタジオ・シティに居住している。兄のブランドンがビジネス上のマネージャーをつとめ、もう一人の兄のトレバーが2010年から演技を指導し、両親が付き添えないときには旅行やマスコミ対応に付き添っているナショナルホッケーリーグのニューヨーク・アイランダースのファンである。
2011年にインタビューで、友人と過ごしたり、買い物に行くのが好きだと答えた。ファッションにも興味を持っており、時に独特な服を着ることもある。
2016年2月、プールサイドで兄のトレバー・モレッツと共にくつろぐ水着姿をInstagramで公開し話題になった。家族とメキシコでバカンスを満喫中、ホテルのプールサイドで撮った一枚で、ファンからは「完璧」「セクシーな体」「こんなボディーになりたい」「本当にキレイ」などのコメントが寄せられた。また投稿からわずか7時間で、20万件以上の「いいね！」を記録し人気を集めた。
また19歳になった同年3月には、Instagramのフォロワー510万人の到達祝いとして、幼少期のピンクのパジャマ姿の写真を公開した。ファンからは「子供の頃からかわいいんだね」などの賞賛が寄せられた。
2014年12月にイギリス人モデルで写真家で、元サッカー選手のデビッド・ベッカムと、スパイス・ガールズのメンバーであるヴィクトリア・ベッカムの息子ブルックリン・ベッカムとの交際を認めた。2016年民主党全国大会にヒラリー・クリントンを支持してベッカムと参加した。2018年8月、4年間断続的に交際した後に別れたことを認めた。
2018年からモデルのケイト・ハリソンと恋愛関係にあり、2人は2023年のバレンタインデーのInstagramへの投稿で交際を公に認めた。
2024年には、自身がレズビアンであることを正式にカミングアウトしている。
2025年1月1日にInstagramで、交際していたケイト・ハリソンと婚約したことを発表した。

## 発言
2014年6月、『キャリー』の演技でサターン賞を受賞した際、会場で『キック・アス』の3作目実現の可能性について問われ、続編を希望する一方で、「もしファンのみんなが3作目を望むなら、チケットを買って映画館に行って」「盗むのはナシよ」と発言、1作目よりも興行収入が振るわなかった2作目減収について、違法ダウンロードが影響を及ぼしたことに暗に苦言を呈した。
目標としている女優はナタリー・ポートマンで、2016年Hello!誌のインタビューで、ポートマンとの共演を熱望する発言をした。またポートマンに見習い大学に進学するか？との質問に「今は仕事がとても伸び盛りだから、いつかは分からない」「大学と仕事の両立はしたくない」と答えた。

### 行動主義
自身がレズビアンであることを明言する以前から、モレッツは公にLGBTの平等を支持してきた。兄のうち2人はゲイであり、2人が当初、コミュニティをなだめるために「ゲイでなくなることを祈ることを試みたと述べた。またモレッツはフェミニストであることを自認しており、あからさまな性的表現が含まれているとみなした映画の役を断っている。2014年の映画『イコライザー』では10代の娼婦を演じているが、これはこのキャラクターが「筋書きの道具」ではなく、「リアルに感じられた」からだと言う。
2014年10月、タイム誌から『最も影響力のあるティーンエイジャー25人』の1人に選ばれた。
2016年、韓国のテレビ番組『脳セク時代』で民主党大統領候補ヒラリー・クリントンへの支持を表明した。2016年7月の2016年民主党全国大会でも講演者として登壇し、クリントンを称賛し、若者に投票を呼びかけた。

## 出演作品

### 映画

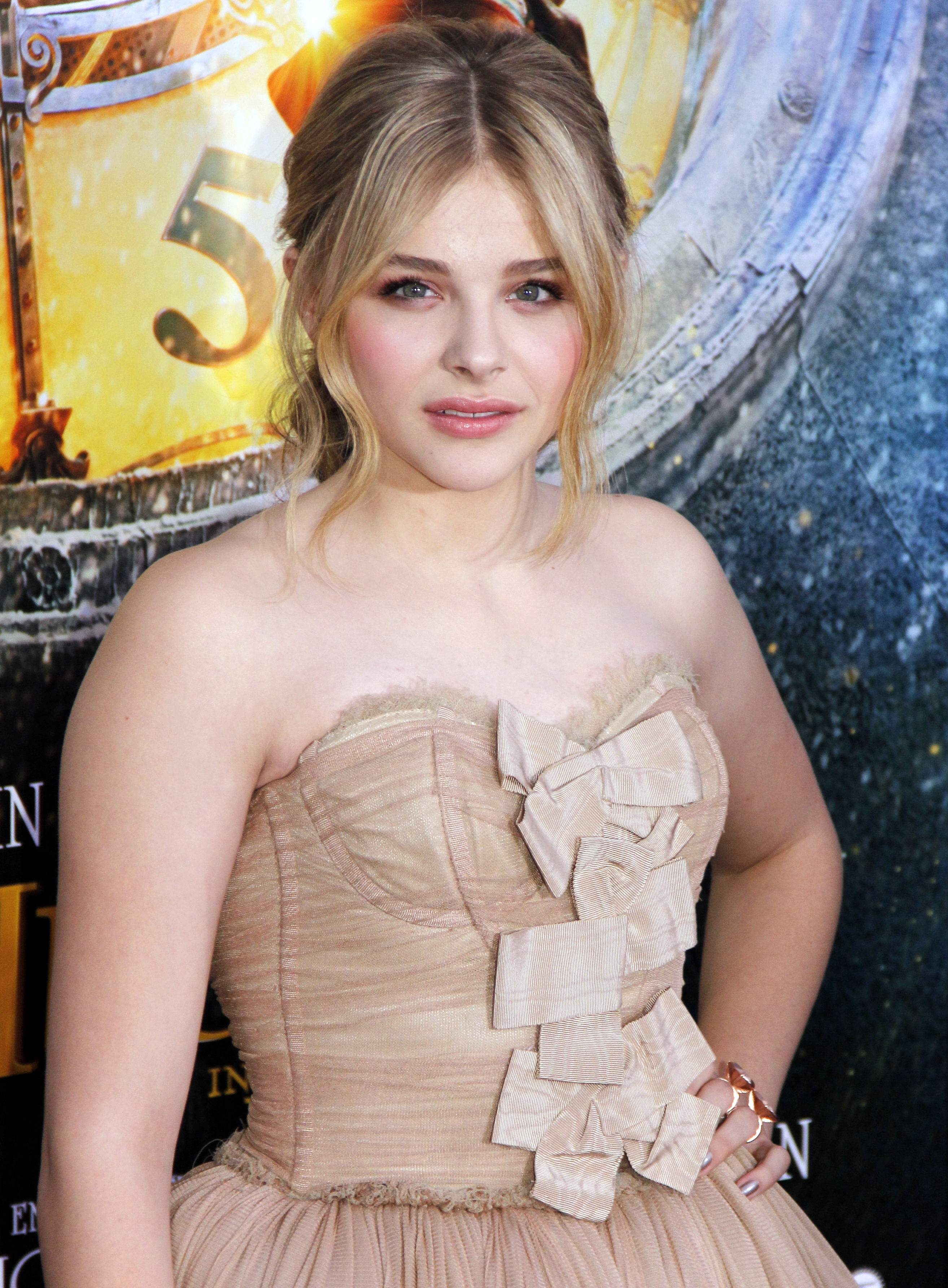
2011年11月の『ヒューゴの不思議な発明』のニューヨーク市でのプレミアでのモレッツ

| 年     | 題名                                                                               | 役名                                    | 備考 | 吹き替え                 |
| ------ | ---------------------------------------------------------------------------------- | --------------------------------------- | --- | ------------------------ |
| 2005年 | 悪魔の棲む家 The Amityville Horror                                                 | チェルシー・ラッツ                      | | 矢島晶子                 |
| 2005年 | Heart of the Beholder                                                              | モリー                                  | | N/A                      |
| 2005年 | 沈黙の脱獄 Today You Die                                                           | 聖トーマス病院の女子                    | |                          |
| 2006年 | ビッグママ・ハウス2 Big Momma's House 2                                            | キャリー・フラー                        | | 小林優子                 |
| 2006年 | ゾンビ・ナース Room 6                                                              | メリッサ・ノーマン                      | | 小杉ゆう子               |
| 2006年 | 100年後... Wicked Little Things                                                    | エマ・タニー                            | |                          |
| 2007年 | プーさんといっしょ/スーパー探偵団のクリスマスムービー Super Sleuth Christmas Movie | ダーヴィ (USA)                          | テレビアニメ映画、声の出演 | 宮本侑芽                 |
| 2007年 | Hallowed Ground                                                                    | サブリナ                                | | N/A                      |
| 2007年 | The Third Nail                                                                     | ヘイリー                                | | N/A                      |
| 2008年 | アイズ The Eye                                                                     | アリシア                                | |                          |
| 2008年 | 早熟のアイオワ The Poker House                                                     | キャミー                                | |                          |
| 2008年 | ボルト Bolt                                                                        | ペニー(幼少期)                          | アニメ映画、声の出演 | 藤井結夏                 |
| 2009年 | リピート 〜許されざる者〜 Not Forgotten                                            | トビー・ビショップ                      | | （吹き替え版なし）       |
| 2009年 | (500)日のサマー (500) Days of Summer                                               | レイチェル・ハンセン                    | | うえだ星子               |
| 2009年 | プーさんといっしょ/プーとティガーとミュージカル Tigger and Pooh and a Musical Too  | ダーヴィ                                | アニメ映画、声の出演 | 宮本侑芽                 |
| 2009年 | クロエ・グレース・モレッツ ジャックと天空の巨人 Jack and the Beanstalk             | ジリアン                                | DVDスルー | 藤本こころ               |
| 2010年 | キック・アス Kick-Ass                                                              | ミンディ・マクレイディ / ヒット・ガール | オースティン映画批評家協会賞ブレイクスルー・アーティスト賞 COFCAブレイクスルー・映画アーティスト賞 エンパイア賞最優秀新人賞 MTVムービー・アワード ブレイクアウト・スター賞 MTVムービー・アワードBiggest Badass Star ノミネート - 放送映画批評家協会賞若手俳優賞 ノミネート - COFCA年間優秀俳優賞 ノミネート - ヤングアーティストアワード優秀パフォーマンス賞（若手部門） | 沢城みゆき               |
| 2010年 | グレッグのダメ日記 Diary of a Wimpy Kid                                            | アンジー・ステッドマン                  | セントラル・オハイオ映画批評家協会賞ブレイク映画アーティスト ヤングアーティストアワード最優秀パフォーマンス賞(若手部門) ノミネート - COFCA年間最優秀俳優賞 | 清水理沙                 |
| 2010年 | Super Duper Super Sleuths                                                          | Darby                                   | Voice, direct-to-video | N/A                      |
| 2010年 | モールス Let Me In                                                                 | アビー                                  | オースティン映画批評家協会賞ブライクスルー・アーティスト賞 COFCAブレイクアウト映画アーティスト エンパイア賞最優秀新人賞 ノミネート – 放送映画批評家協会賞若手俳優賞 ノミネート - COFCA年間優秀俳優賞 | 潘めぐみ                 |
| 2011年 | Our Deal                                                                           | ヴェロニカ                              | 短編映画 | N/A                      |
| 2011年 | キリング・フィールズ 失踪地帯 Texas Killing Fields                                 | リトル・アン・スライガー                | | 平井まみ                 |
| 2011年 | HICK ルリ13歳の旅 Hick                                                             | ルリ・マクマレン                        | | 寿美菜子                 |
| 2011年 | ヒューゴの不思議な発明 Hugo                                                        | イザベル                                | | 山口愛                   |
| 2011年 | Scary Girl                                                                         | イーニッド・クリシンスキィ              | 短編映画 | N/A                      |
| 2012年 | ダーク・シャドウ Dark Shadows                                                      | キャロリン・ストッダード                | | 白石涼子                 |
| 2013年 | ムービー43 Movie 43                                                                | アマンダ                                | | 種田梨沙                 |
| 2013年 | キック・アス/ジャスティス・フォーエバー Kick-Ass 2                                 | ミンディ・マクレイディ / ヒット・ガール | | 沢城みゆき               |
| 2013年 | キャリー Carrie                                                                    | キャリー・ホワイト                      | サターン賞最優秀ヤングパフォーマンス賞 | 潘めぐみ                 |
| 2013年 | Girl Rising 私が決める、私の未来                                                   | ナレーター                              | ドキュメンタリー | （吹き替え版なし）       |
| 2014年 | アラサー女子の恋愛事情 Laggies                                                     | アニカ                                  | | （吹き替え版なし）       |
| 2014年 | ザ・マペッツ2/ワールド・ツアー Muppets Most Wanted                                 | 新聞紙配りの少女                        | カメオ出演 | （吹き替え版なし）       |
| 2014年 | アクトレス〜女たちの舞台〜 Clouds of Sils Maria                                    | ジョアン・エリス                        | | （吹き替え版なし）       |
| 2014年 | イフ・アイ・ステイ 愛が還る場所 If I Stay                                          | ミア・ホール                            | | 白石涼子                 |
| 2014年 | イコライザー The Equalizer                                                         | テリー                                  | | 潘めぐみ                 |
| 2014年 | かぐや姫の物語                                                                     | かぐや姫                                | 声の出演（英語版） | 朝倉あき（原語版の声優） |
| 2015年 | ダーク・プレイス Dark Places                                                       | ディオンドラ                            | 日本公開は2016年6月 | 潘めぐみ                 |
| 2016年 | フィフス・ウェイブ The 5th Wave                                                    | キャシー・サリバン                      | | 沢城みゆき               |
| 2016年 | ネイバーズ2 Neighbors 2: Sorority Rising                                           | シェルビー                              | | 沢城みゆき               |
| 2016年 | 彼女が目覚めるその日まで Brain on Fire                                             | スザンナ・キャラハン                    | | （吹き替え版なし）       |
| 2017年 | I Love You, Daddy                                                                  | China Topher                            | | N/A                      |
| 2017年 | クリミナル・タウン November Criminals                                              | フィービー                              | 日本公開は8月25日 | （吹き替え版なし）       |
| 2018年 | ミスエデュケーション The Miseducation of Cameron Post                              | キャメロン・ポスト                      | | （吹き替え版なし）       |
| 2018年 | サスペリア Suspiria                                                                | パトリシア・ヒングル                    | 日本公開は2019年1月 サスペリア（1977年 イタリア ホラー ダリオ・アルジェント監督）のリメイク | 若山詩音                 |
| 2018年 | グレタ GRETA Greta                                                                 | フランシス・マッカレン                  | | 沢城みゆき               |
| 2019年 | 白雪姫の赤い靴と7人のこびと Red Shoes & the 7 Dwarfs                               | 白雪姫                                  | アニメ映画、声の出演 | 折井あゆみ               |
| 2019年 | アダムス・ファミリー The Addams Family                                             | ウェンズデー・アダムス                  | アニメ映画、声の出演 | 二階堂ふみ               |
| 2020年 | シャドウ・イン・クラウド Shadow in the Cloud                                       | モード・ギャレット                      | 日本公開は2022年4月1日 | 沢城みゆき               |
| 2021年 | トムとジェリー Tom and Jerry                                                       | ケイラ・フォレスター                    | | 水瀬いのり               |
| 2021年 | アダムス・ファミリー2 アメリカ横断旅行! The Addams Family 2                        | ウェンズデー・アダムス                  | アニメ映画、声の出演 | 二階堂ふみ               |
| 2021年 | マザー/アンドロイド Mother/Android                                                 | ジョージア                              | 日本では、2022年1月7日にNetflixで配信 | 沢城みゆき               |
| 2023年 | ニモーナ Nimona                                                                    | ニモーナ                                | アニメ映画、声の出演 | 白石涼子                 |
| TBA    | Oh. What. Fun.                                                                     |                                         | ポストプロダクション |                          |
| TBA    | Love Language                                                                      |                                         | 撮影中 |                          |

### テレビ番組
| 年          | 題名                                           | 役名                 | 備考                            | 吹き替え   |
| ----------- | ---------------------------------------------- | -------------------- | ------------------------------- | ---------- |
| 2007-2010年 | プーさんといっしょ My Friends Tigger & Pooh    | ダーヴィ（USA）      | 声の出演                        | 宮本侑芽   |
| 2022年      | ペリフェラル ～接続された未来～ The Peripheral | フリン・フィッシャー | Amazon オリジナルドラマシリーズ | 沢城みゆき |

### ゲスト出演
| 年     | 題名                                                  | 役名                     | 備考                                                             | 吹き替え           |
| ------ | ----------------------------------------------------- | ------------------------ | ---------------------------------------------------------------- | ------------------ |
| 2004年 | 堕ちた弁護士 -ニック・フォーリン- The Guardian        | バイオレット             | The Watchers                                                     |                    |
| 2004年 | 堕ちた弁護士 -ニック・フォーリン- The Guardian        | バイオレット             | Blood In, Blood Out                                              |                    |
| 2005年 | Family Plan                                           | 若いチャーリー           | テレビ映画                                                       | N/A                |
| 2005年 | マイネーム・イズ・アール                              | キャンディー・ストーカー | エピソード「芝刈り機に乗ったお姫様」"Broke Joy's Fancy Figurine" |                    |
| 2006年 | ラマだった王様 学校へ行こう! The Emperor's New School | フリ                     | 声の出演、エピソード「楽しい幼稚園」"Kuzcogarten"                | 黒葛原未有         |
| 2006年 | デスパレートな妻たち Desperate Housewives             | シェリー・モルトビー     | クリスマスの奇跡                                                 |                    |
| 2007年 | デスパレートな妻たち Desperate Housewives             | シェリー・モルトビー     | 決意の時                                                         |                    |
| 2007年 | The Cure                                              | Emily                    | Pilot                                                            | N/A                |
| 2007年 | ダーティ・セクシー・マネー Dirty Sexy Money           | キキ・ジョージ           | ライオン                                                         |                    |
| 2007年 | ダーティ・セクシー・マネー Dirty Sexy Money           | キキ・ジョージ           | イタリアン・バンカー                                             |                    |
| 2007年 | ダーティ・セクシー・マネー Dirty Sexy Money           | キキ・ジョージ           | キアヴェンナスカ                                                 |                    |
| 2007年 | ダーティ・セクシー・マネー Dirty Sexy Money           | キキ・ジョージ           | バースデー･パーティー                                            |                    |
| 2007年 | ダーティ・セクシー・マネー Dirty Sexy Money           | キキ・ジョージ           | 結婚式                                                           |                    |
| 2007年 | ダーティ・セクシー・マネー Dirty Sexy Money           | キキ・ジョージ           | くるみ割り人形                                                   |                    |
| 2008年 | ダーティ・セクシー・マネー Dirty Sexy Money           | キキ・ジョージ           | 重要証人                                                         |                    |
| 2011年 | 30 ROCK/サーティー・ロック 30 Rock                    | カイリー・ホッパー       | TGS Hates Women                                                  | （吹き替え版なし） |
| 2012年 | パンクト Punk'd                                       | 本人役                   | 7話                                                              |                    |
| 2013年 | アメリカン・ダッド American Dad!                      | ハニー                   | 声の出演、エピソード "Steve & Snot's Test-Tubular Adventure"     |                    |
| 2015   | ミッキーマウス クラブハウス Mickey Mouse Clubhouse    | ブードルス               | 声の出演、エピソード "Mickey's Monster Musical"                  |                    |

### 舞台
| 年   | 題名                     | 役名                     | 備考                 |
| ---- | ------------------------ | ------------------------ | -------------------- |
| 2014 | ライブラリー The Library | ケイトリン・ゲイブリエル | パブリック・シアター |

### ミュージック・ビデオ
| 年     | 歌手                          | 曲                 | 備考                                                       |
| ------ | ----------------------------- | ------------------ | ---------------------------------------------------------- |
| 2010年 | ザ・ソフト・パック            | Answer To Yourself | クリストファー・ミンツ＝プラッセ、クラーク・デュークと共演 |
| 2011年 | ベスト・コースト              | Our Deal           |                                                            |
| 2011年 | Dionne Bromfield ft. Mz Bratt | Ouch               |                                                            |

### ビデオ・ゲーム
| 年     | 題名                 | 役名                                |
| ------ | -------------------- | ----------------------------------- |
| 2010年 | Kick-Ass: The Game   | ミンディ・マクレディ / ヒットガール |
| 2012年 | Dishonored           | エミリー・カルドウィン              |
| 2014年 | Kick-Ass 2: The Game | ミンディ・マクレディ / ヒットガール |